# Bálint Antónia
Bálint Antónia Valéria (Budapest, 1969. május 30. –) 1991-es Miss Hungary győztes.

## Élete
Artista akart lenni, hét éven át szertornázott. 1976-tól különböző reklámfilmekben szerepelt.
1991-ben megnyerte a Miss Hungary versenyt, de aktfotói miatt utóbb őt és a második helyezettet is megfosztották címétől. Hat év pereskedés után, a Legfelsőbb Bíróság ítélete nyomán visszakapta a címet, és körülbelül harmincezer dollárt (kb. 6,7 millió forintot).
2015 és 2023 között hitelszakértő volt, ügyfeleinek tanácsokat adott a kölcsönök felvételéhez. 2023-ban bébiszitternek állt.
Kislánya, Lilien, 2007 augusztusában jött a világra.

## Színházi szerep
A Színházi adattárban regisztrált bemutatóinak száma: 1.
| Darab                                 | Szerep | Színház             | Bemutató          | Forrás |
| ------------------------------------- | ------ | ------------------- | ----------------- | ------ |
| Sajnálom, Mr. tegnap! (Pikáns négyes) | Liz    | Ruttkai Éva Színház | 2003. április 11. | [ 3 ]  |

## Politikai szerepvállalás
A 2014-es önkormányzati választáson a Fidesz színeiben indult képviselőjelöltnek Angyalföldön. Bálint Antónia végül csak 18,16 százalékot tudott szerezni a 62,57 százalékkal győző MSZP-s Puchner Gábor ellen.